# District de Firozabad
Le district de Firozabad (en hindi : फ़िरोज़ाबाद ज़िला, en ourdou : فیروزآباد ضلع) est l'un des districts de la division d'Āgrā dans l'État de l'Uttar Pradesh en Inde.

## Description
Son chef-lieu est la ville de Firozabad, une ville plus de 600 000 habitants à 40 km d'Agra. Les deux religions les plus présentes sont l'hindouisme à 50% et l'islam à 48%.
La superficie du district est de 2 362 km2 et sa population s'élève à 2 496 761 habitants (2011), soit l'équivalent de celle du Koweït.
Son taux d'alphabétisation est de 74,6%.

## Géographie
La ville est connectée avec le reste de l'Uttar Pradesh grâce aux réseaux de bus et de trains. L'aéroport le plus proche est celui d'Agra. La National highway 2, passant par le district, relie Delhi à Calcutta. Le district est situé à une altitude de 164 mètres. Environ 73,6 % de la population habite dans les espaces ruraux.